# Drenovci
Drenovci è un comune della Croazia di 7 424 abitanti della Regione di Vukovar e della Sirmia.